# Невірків
Неві́рків (пол. Niewirków) — село в Україні, у Рівненському районі Рівненської області. На даний час у складі Великомежиріцької сільської громади, колишній центр Невірківської сільської ради. Населення — 1 124 особи; перша згадка — 1463 рік.

## Географія
Селом протікає річка Стави.

## Історія
У 1906 році село Межиріцької волості Рівненського повіту Волинської губернії. Відстань від повітового міста 41 верст, від волості 4. Дворів 233, мешканців 1407.

## Населення

### Мова
Розподіл населення за рідною мовою за даними перепису 2001 року:
| Мова       | Кількість | Відсоток |
| ---------- | --------- | -------- |
| українська | 1122      | 99.82%   |
| російська  | 2         | 0.18%    |
| Усього     | 1124      | 100%     |

## Визначні дати
- 1789 р. — під час «Волинської тривоги» відбулося заворушення.
- 1892 р. — відкрито однокласне церковноприходське училище, у якому навчалося 70 хлопчиків.
- Травень 1910 р. — страйк селян, що працювали на плантаціях цукрових буряків з вимогою підвищити заробітну плату.

## Особистості
- «Жулік» - повстанець. Уродженець с. Невірків Корецького району. Загинув у бою з німцями у червні 1943 р.
- Фоя Людмила — журналістка підпільної преси УПА, загинула поблизу села.

## Історичні пам'ятки

### Домініканський костел Святої Трійці

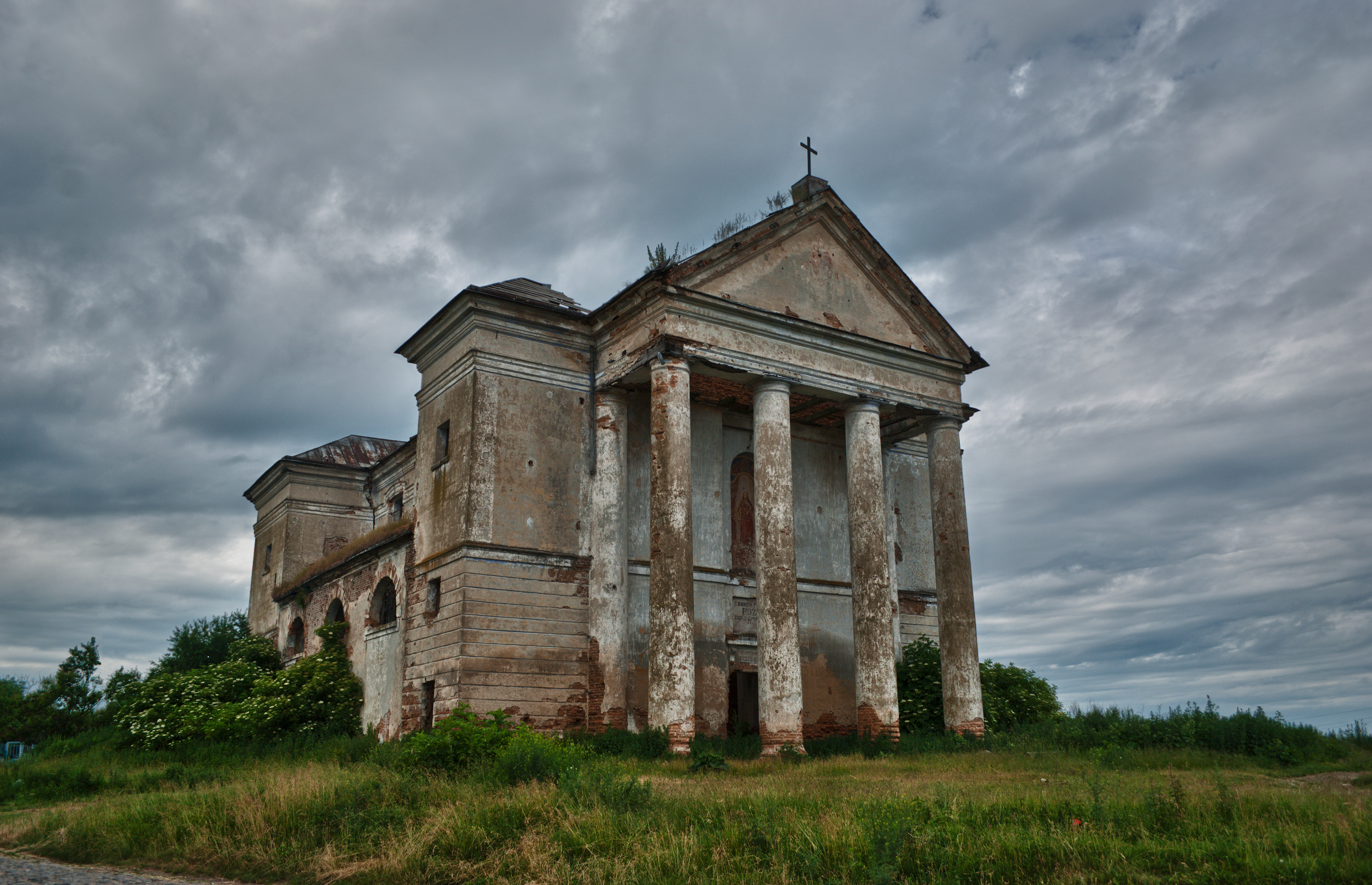
Колишній домініканський костел Св. Трійці, 1807 р.

Колишній домініканський костел розташований в центрі села. У 1698 році на цьому місці був заснований дерев'яний домініканський монастир. У 1807 році на його місці Ян Стецький збудував сучасний мурований костел у стилі класицизму (теж домініканський). Над входом напис польською мовою: «З дарів твоїх, Боже, тобі офірує. 1807 р. Ян Стецький». Після польського повстання 1832 року монастир було скасовано і храм було перетворено на фарний костел. Тепер храм закритий і потребує реставрації.

## Соціальна сфера
Діє загальноосвітня школа І-ІІІ ступенів, публічно-шкільна бібліотека, сільська лікарська амбулаторія.

## Мережеві посилання
- Niewierków // Słownik geograficzny Królestwa Polskiego. — Warszawa : Druk «Wieku», 1886. — Т. VII. — S. 136. (пол.)
- http://www.castles.com.ua/index.php?id=nevyrkiv [Архівовано 10 червня 2011 у Wayback Machine.]
- http://ukraine.kingdom.kiev.ua/region/17/nevirkiv.php [Архівовано 27 лютого 2020 у Wayback Machine.]
- http://www.mskifa.narod.ru/nevurkiv.html [Архівовано 30 вересня 2013 у Wayback Machine.]